# Херцеговинско-босненско въстание (1882)
Вижте пояснителната страница за други значения на Херцеговинско-босненско въстание.
Херцеговинско-босненското въстание от 1882 година е въоръжен бунт на мюсюлмани и сърби срещу австро-унгарската окупация, наложена на Босна и Херцеговина с решенията на Берлинския конгрес.
Войските на Австро-Унгария срещат отпор още с навлизането си в региона през лятото на 1878 г. Вълненията продължават през следващите години успоредно с приобщаването на окупираните райони в митническата, данъчната и паричната система на Двойната монархия и прерастват в открито въстание, след като е въведена задължителна военна служба на местното население през ноември 1881 г.
Въстанието започва през януари 1882 г. с превземането на полицейска казарма в Улог и през следващия месец обхваща Калиновик, Мостар, Горажде, Сараево и други райони в Североизточна Херцеговина и Югоизточна Босна. Образувани са централно военно командване (в Калиновик) и парламент (меджлис) в Улог.
Въстаниците не получават достатъчно външна подкрепа. Формалният сюзерен на Босна и Херцеговина – османският султан, не се намесва в конфликта. Неутралитет запазват и властите в Черна гора и Сърбия, оглавявана от австрийското протеже Милан Обренович. Единствената помощ идва под формата на пари, оръжие и доброволци, организирани от руски славянофилски комитети и прехвърляни през сръбска и черногорска територия от Княжество България.
Възползвайки се от изолацията на въстаниците, Австро-Унгария мобилизира значителни сили (60 000 души) и потушава въстанието през април 1882 г.